# Puré de papas

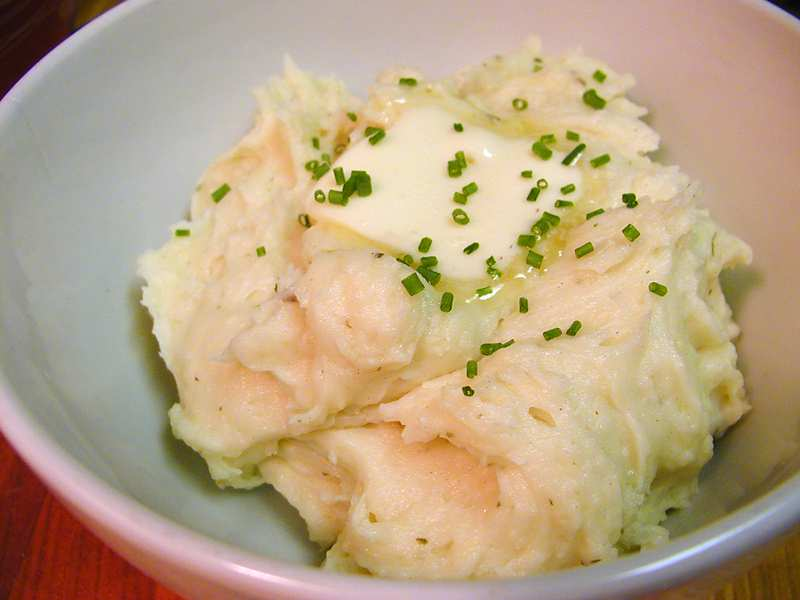
Puré de papas con un trozo de mantequilla y cebollín encima.

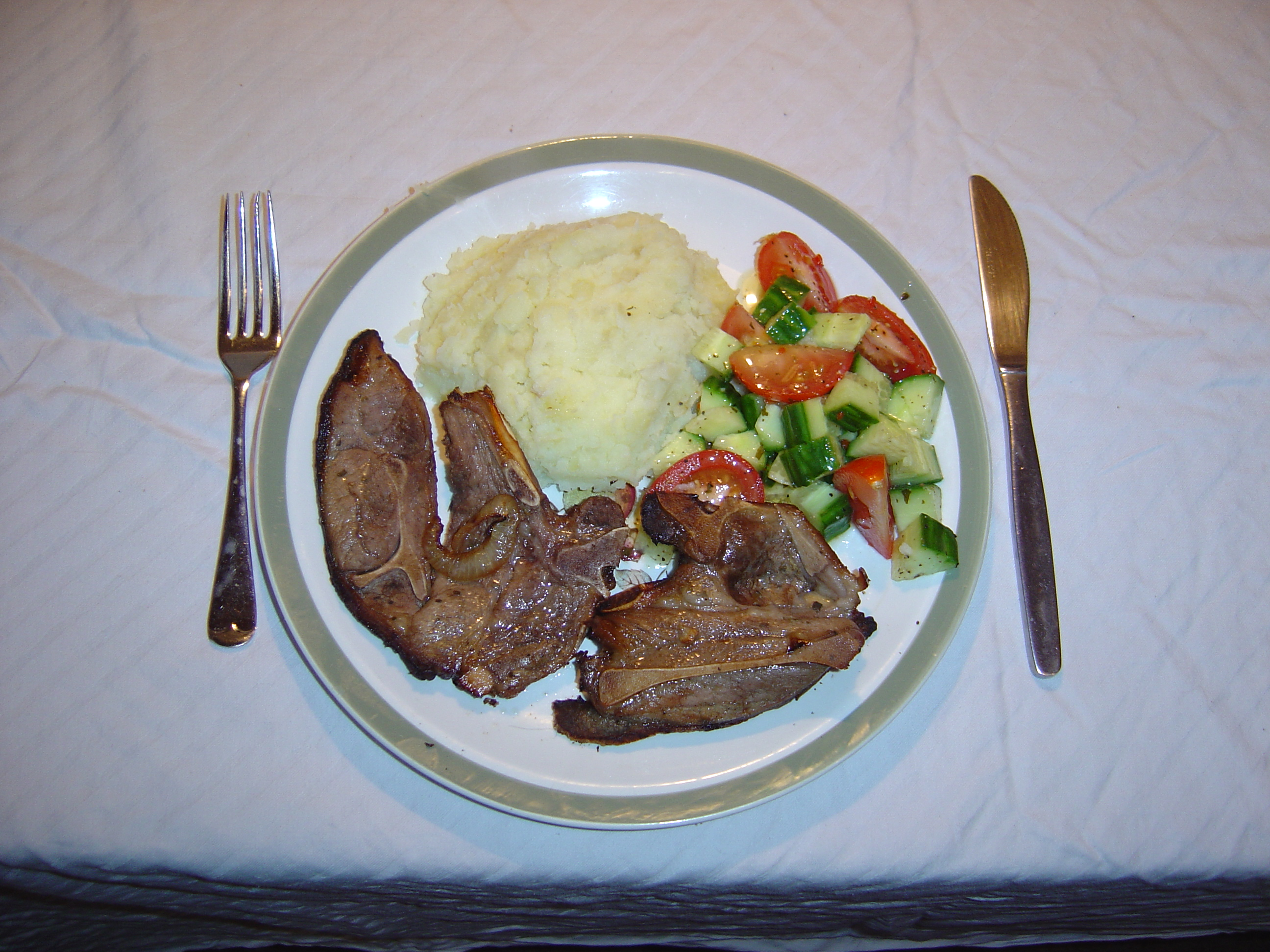
Chuletas de cordero con puré de papas.

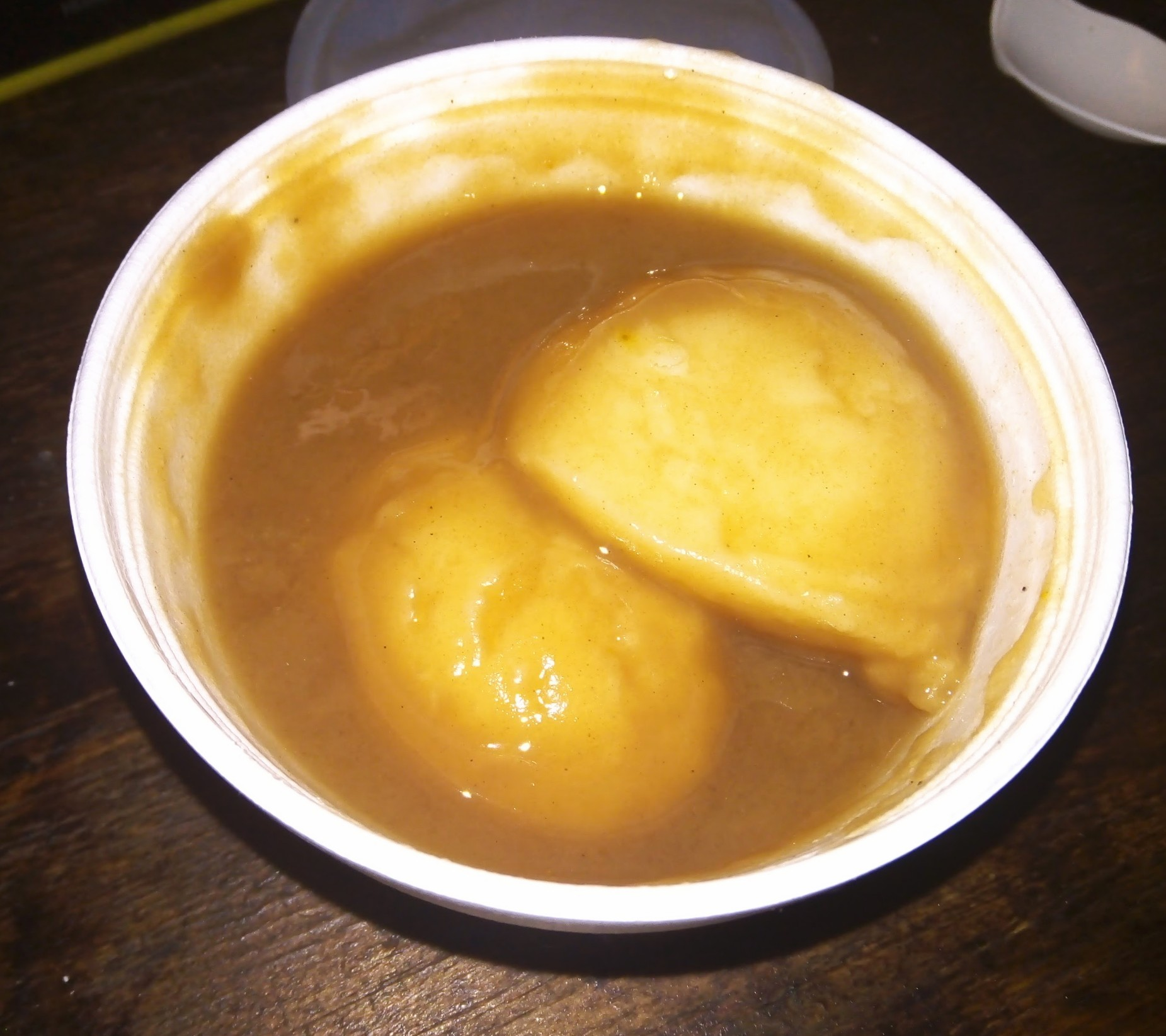
Puré de papas de KFC.

El puré de papas o puré de patatas es un plato elaborado a base de papas o patatas cocidas y molidas, así como de otros ingredientes. Se emplea habitualmente como plato de acompañamiento, anejo a otro plato principal. El puré de patatas es muy popular en las cocinas del norte de Europa.

## Ingredientes y preparación
El puré requiere muy pocos elementos, ya que el principal ingrediente son unas patatas cocidas, con piel o sin ella, en abundante agua, añadiendo a veces una pequeña cantidad de zanahorias.
Tras esta operación se prensan por un tamiz para convertirlas en puré, primero se suele añadir mantequilla en esta fase para que el puré quede un poco más cremoso. En este terreno para controlar la textura final existen muchos trucos, se suele verter leche caliente, nata, etc. Para controlar el sabor se suele añadir sal, nuez moscada o pimienta. Existen numerosas variantes que pueden contener especias, hierbas aromáticas o diversas verduras.
Se puede variar los ingredientes, así se puede añadir aceite de oliva en lugar de mantequilla, usar como ingredientes líquidos suero de leche de cultivo o caldo de gallina e incluso añadir leche y queso fundido para untar (lo que le dará sabor a queso).

## Instrumentos

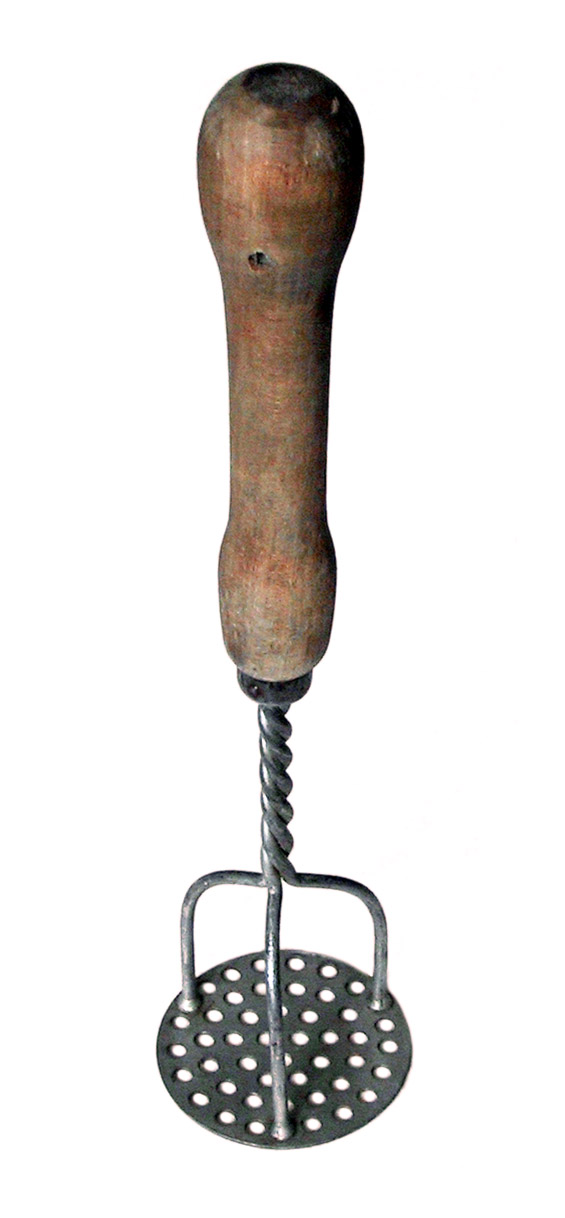
Imagen de un típico pisapapas Kartoffelstampfer para machacar las patatas en puré.

En algunos países como Alemania es tradicional emplear para la elaboración del puré de patatas un instrumento muy típico denominado Kartoffelstampfer, que en el idioma alemán, sería algo así como matasellos de patatas. Este instrumento se emplea una vez las patatas peladas han sido cocidas y sobre la misma olla se va aplastando la masa de patatas con el instrumento. Tiene un mango de madera para agarrar fuerte y al aplastar con la chapa agujereada que existe en su parte inferior sale el puré con el grosor del diámetro de las perforaciones. El puré de patatas elaborado especialmente con este instrumento en la cocina alemana suele tener un nombre aparte que es Stampfkartoffeln. Como curiosidad las típicas granadas de mano de la Wehrmacht en la Segunda Guerra Mundial se denominaban coloquialmente Kartoffelstampfer. 

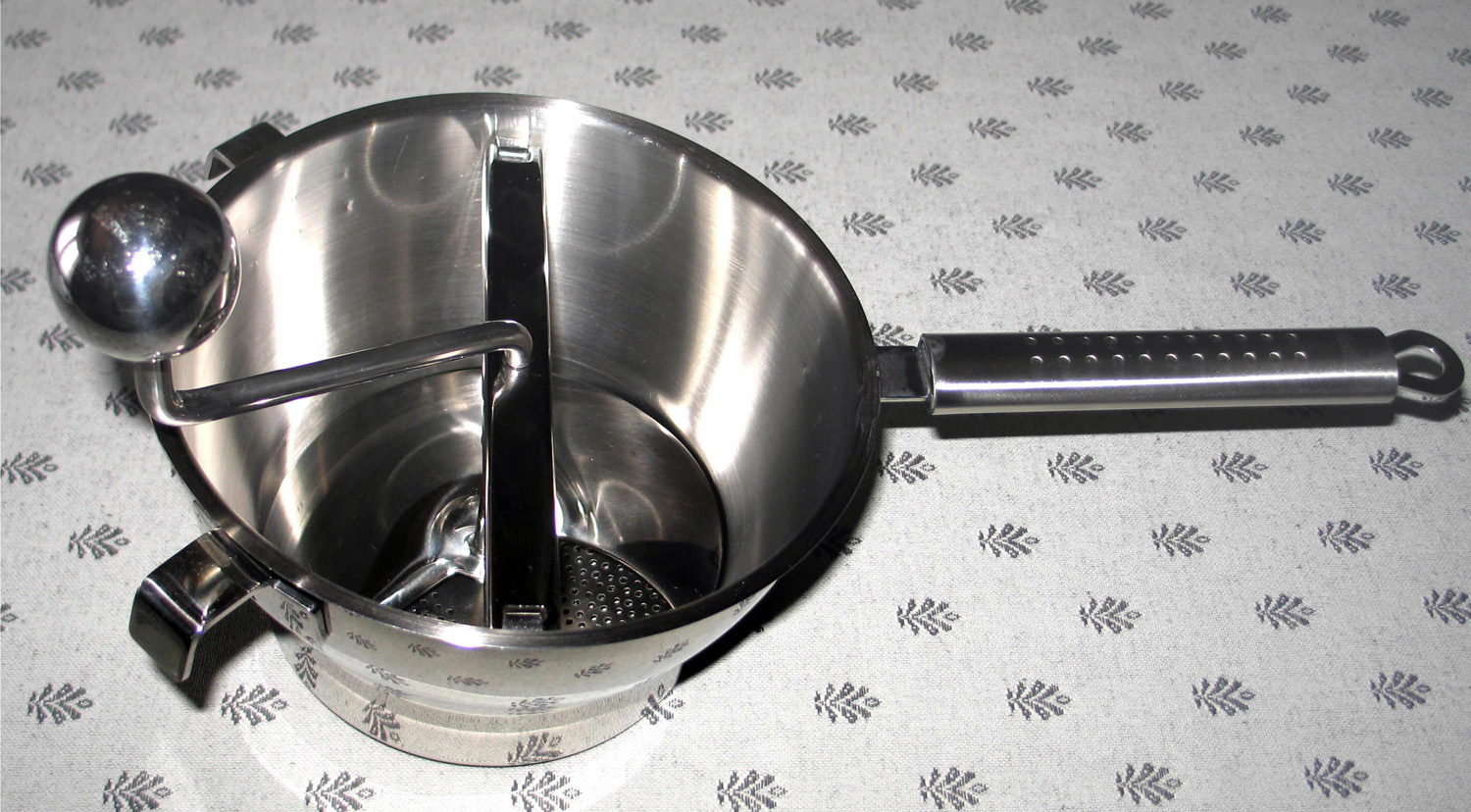
pasapuré.

En el terreno de los instrumentos manuales para la elaboración de los purés de papa se emplea frecuentemente el pasapuré que es un instrumento muy empleado en la elaboración de otros purés, salsas y bebidas a base de verduras tal y como el gazpacho. El mecanismo de este instrumento es simple una cuchilla en forma de espiral (tornillo) va presionando la papa contra una superficie perforada que existe en el fondo. El giro de la palanca hace que las superficies espirales del pasapuré vayan aplastando con una gran presión las patatas. Este tipo de instrumento desmenuza mejor el puré y puede decirse que es más fino.
En el terreno de los instrumentos eléctricos existen muchas variantes desde que en 1956 Jean Mantelet inventara el Le moulin-légumes y posteriormente fundara la marca Moulinex. Desde este instante existieron diferentes molinos y túrmix encargados de hacer el puré de patatas una tarea más sencilla, pero existen detractores[cita requerida] que mencionan que el puré de esta forma es mucho más fino y no sabe igual ya que queda muy regular.

## Gastronomías

### Gastronomía de Alemania
En la gastronomía de Alemania es muy frecuente ver platos con acompañamiento de puré de patatas, la frecuencia es igual por el norte que por el sur de este país. En Oberlausitz se elabora un puré de patatas especial denominado Abernmauke que contiene cebollas. El puré de patatas elaborado a mano por medios tradicionales tiene una denominación especial que es: Stampfkartoffeln y que puede verse frecuentemente en los menús de los restaurantes, indicando que está elaborado a mano con el Kartoffelstampfer que le confiere una textura grumosa muy agradable. Es popular el Speckstippe de Berlín.

### Gastronomía de Argentina
En la cocina Argentina es muy común el plato de milanesas acompañado con puré de papas. Suele también servirse con puré mixto, hecho a base de papa y de zapallo o batata. También podemos encontrar recetas como el pastel de papa.

### Gastronomía de Chile
Además del puré usual, en Chile es popular el puré picante, preparado con ají cacho de cabra o merquén. Es el acompañamiento usual de un costillar de cerdo, un trozo de pernil o longanizas. Aun cuando se desconoce cuándo se originó esta costumbre, existen registros de su presencia en las cartas de los antiguos Clubes Sociales Radicales desde 1888.
Aun cuando es similar, el charquicán no se considera un puré de papas como tal ya que no es homogéneo.

### Gastronomía de Costa Rica
En la gastronomía de Costa Rica, el puré de papas también es muy apreciado y consumido y se prepara tanto con patatas amarillas, como con patatas blancas y la adición de algún tipo de grasa (por lo general mantequilla o margarina). Como tal, es una guarnición muy popular para el casado, así como para acompañar carnes, pescados, mariscos, ensaladas y diversas preparaciones.

### Gastronomía de España
En la cocina española no existen muchos ejemplos, debido a que en el norte se prefiere tomar la patata cocida antes que en puré (como los cachelos de Galicia), y en el sur no es frecuente acompañar los platos con puré de patatas, ya que la patata se suele comer cocida y aliñada junto con cebolla, pimiento y melva en aceite (las famosas patatas aliñás). Con puré de patatas, se realiza el brazo canario, un pastel en forma de tronco relleno de guisantes, atún en aceite y varios ingredientes según las recetas, y que se sirve frío. No obstante, el uso culinario de la patata está muy extendido bajo otras formas en España, como las patatas a lo pobre o las patatas revolconas (típicas de Ávila) que son patatas cocidas a las que se añade pimentón, lo que les proporciona un color rojo similar al de la carne (de ahí proviene el apelativo a lo pobre). Se sirven en un plato hondo, coronadas con torreznos.

### Gastronomía de Francia
El purée de pommes de terre es un elemento muy común de la cocina francesa. Sirve para acompañar carnes y verduras, o como ingrediente de otros platos como en el hachis Parmentier. Las pommes duchesse (patatas duquesa) son un puré de patatas enriquecido con huevos y mantequilla, que con ayuda de una manga pastelera se presenta en forma de bolitas que luego se doran al horno. Estas bolitas decorativas se sirven como guarnición.

### Gastronomía de Gran Bretaña
En la cocina inglesa, el tradicional mashed potatoes acompaña numerosos platos como el Sunday roast de los domingos. Interviene también como ingrediente de muchas recetas como por ejemplo en la tradicional shepherd's pie, que contiene carne picada de cordero y que se cocina al horno y se sirve en un recipiente recubierto de una capa de quesos. El puré de patatas mezclado con repollo es la base del colcannon irlandés, y las croquetas de puré de patatas suelen encontrarse con frecuencia como aperitivo o acompañamiento, en algunas ocasiones recubiertas de salsa gravy.

### Gastronomía de Perú
En la gastronomía peruana el puré se hace con papa amarilla, una papa rica en materia seca. Acompaña la carne o el pollo.

### Otros ejemplos
En la gastronomía de los Países Bajos es muy común usar el puré como parte de los hutspots, acompañado con carne de costilla o chorizo ahumado (rookworst).

## Puré de patatas instantáneo
Existe una variante del puré de patatas más industrial que se ofrece como un producto semi-elaborado en forma de copos o de polvo que elimina parte de las tareas más pesadas de la elaboración de la receta y que solo necesita de agua caliente para su preparación justo antes de ser servido. En cualquier caso, se considera un producto de inferior calidad.
Para la elaboración de los copos o polvos del puré de patatas instantáneo se escaldan las patatas ya cortadas a una temperatura de 70 °C y posteriormente se enfrían hasta 20 °C. De esta forma la estructura de la papa se rompe para que pueda mezclarse fácilmente con los aditivos. Mediante este proceso se añaden monoglicéridos que son los responsables de mejorar los sabores en el paladar, se añaden antioxidantes como el ácido ascórbico (Vitamina C) así como ácido cítrico para que se pueda conservar, y finalmente colorantes así como fosfatos. Se calienta a una temperatura de 150 °C de esta forma la masa resultante se convierte en polvo que finalmente se envasa al vacío en una especie de sobres.

## Consejos para la salud
Las papas tienen un elevado índice glucémico, y en especial el puré de papas. Esto debe tenerse en cuenta de cara a un consumo elevado o frecuente, especialmente las personas que padecen de enfermedades metabólicas como la diabetes mellitus.

### Literatura
- Joël Robuchon/Dr. Patrick P. Sabatier: Kartoffelzaubereien. Contiene cerca de 100 recetas de lo que se denomina purés de papas al estilo tradicional ("Koch des Jahrhunderts"). Fotografías de Hervé Amiard y Laurence Mouton. München: Wilhelm Heyne Verlag 1995. ISBN 3-453-09108-6